# Litostrojska koča
Koča leži na nadmorski višini 1307 m. na Soriškem sedlu. Dostop do nje je mogoč iz Železnikov in tudi z Bohinjske strani.
Zgrajena je bila leta 1958.S prostovoljnim delom so jo zgradili člani Planinskega društva Litostroj iz Ljubljane. Največ zaslug pri gradnji ima dr. Franc Križaj, tedaj zaposlen v tovarni Litostroj. Kot navdušen planinec je iskal lokacijo za planinsko kočo društva. Ko se je odločil za lokacijo na Soriški planini, je organiziral izlet članov društva na planino.
Po dokončni potrdivi izbrane lokacije so člani društva organizirali več prostovoljnih delovnih akcij pri urejanju terena in izkopu temeljev. Ko so bila pripravljalna dela končana, je tovarna Jelovica iz Škofje Loke na temelje postavila brunarico. Brunarico je kupila tovarna Litostroj.
Planinska koča je bila odprtega tipa in vedno dostopna vsem planincem in drugim obiskovalcem.